# Novoselivka, Țarîceanka
Novoselivka (în ucraineană Новоселівка) este un sat în comuna Țîbulkivka din raionul Țarîceanka, regiunea Dnipropetrovsk, Ucraina.

## Demografie
Componența lingvistică a localității Novoselivka
     Ucraineană (90,32%)
     Rusă (9,68%)
Conform recensământului din 2001, majoritatea populației localității Novoselivka era vorbitoare de ucraineană (90,32%), existând în minoritate și vorbitori de rusă (9,68%).